# Adam Ciołkosz

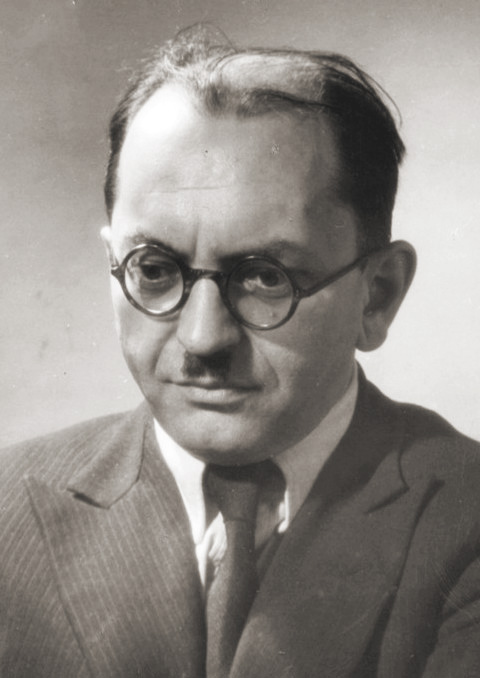
Adam Ciołkosz, um 1956

Adam Ciołkosz (* 5. Januar 1901 in Krakau, Österreich-Ungarn; † 1. Oktober 1978 in London) war ein polnischer Publizist und Politiker für die Polnische Sozialistische Partei.

## Leben
Er wuchs in Tarnów auf, wo sein Vater Kasper ein progressiver Agitator war. Nach dem Abitur am Gymnasium Tarnow studierte er Jura an der Jagiellonen-Universität. In der Studentenzeit wurde Ciołkosz Mitglied der sozialistischen Bewegung, hielt aber am katholischen Glauben fest. Schon in der Schule und Universität gründete er christlich geprägte Pfadfindergruppen, so in Zakopane. Im November 1918 nahm er im Polnisch-Ukrainischen Krieg an der Schlacht um Lwiw teil, 1919 organisierte er die Scouts im Ermland und Masuren und kämpfte im Schlesischen Aufstand.
1928 wurde Ciołkosz für die PPS in den Sejm gewählt. Nach der Wiederwahl 1930 wurde ihm die Tätigkeit mit vielen anderen Oppositionellen verboten wegen seiner lauten Kritik am Sanacja-Regime von Marschall Piłsudski. Er erhielt eine dreijährige Haftstrafe in der Festung Brest. Im Parteivorstand widersetzte er sich nach 1935 einer Volksfront mit den polnischen Kommunisten.
Im Londoner Exil ab 1940 war er ein aktiver Politiker und in der Exilpartei der PPS in London als harter Anti-Stalinist. Diese Haltung bewahrte er bis zum Tod und entwickelte in der Auseinandersetzung mit dem Kommunismus seine Vorstellung eines demokratischen Sozialismus, lehnte einen Dialog mit den Kommunisten oder eine Entspannungspolitik ab. Daneben führte er die Quasi-Exilregierung, die Exekutive des Nationalrates (EZN), von 1956 bis 1959 und von 1963 bis 1966. Doch aufgrund von Differenzen in der Bewertung Gomulkas schloss die PPS ihn und seine Frau 1960 aus. Er gab weiter die Zeitschrift Robotnik mit heraus und übersetzte Milovan Đilas’ Gespräche mit Stalin (1962). 1976 unterstützte er in Polen die Bürgerrechtsbewegung KOR. Seine Frau Lidia Ciołkoszowa starb hochgeehrt mit 99 Jahren im Jahr 2002.

## Schriften
- Róża Luksemburg a rewolucja rosyjska, Paris 1961
- Fight for the truth. The Choice of articles 1940–1978, London 1983